# Affaire des viols collectifs de Newcastle
L'affaire des viols collectifs de Newcastle désigne un ensemble de crimes sexuels commis par au moins 112 criminels. Plus de 700 adolescentes et jeunes femmes ont été violées et contraintes à se prostituer entre 2010 et 2014 dans la ville de Newcastle upon Tyne et ses alentours, après avoir été obligées notamment à prendre de l'alcool et des drogues. Les 17 hommes impliqués sont pour la plupart nés sur le sol britannique ; une femme de 22 ans fait également partie des suspects,,. Le nombre de leurs victimes s'élève à plus de 700,.
La justice précise lors des condamnations que les victimes n'étaient pas ciblées à cause de leur couleur de peau ou de leur religion mais parce qu'elles étaient jeunes et vulnérables.

## Contexte
Depuis le début des années 1980 jusqu'au début des années 2010, dans des villes d'Angleterre, plus de 4 000 enfants ont été abusés sexuellement, parfois torturés, parfois prostitués, par des bandes criminelles organisées ou des groupes informels d'hommes,. En 2011, une première série d'agressions sexuelles est rendue publique par la presse. Des enquêtes, conduites par des associations caritatives, puis par le gouvernement britannique, ont permis d'éclaircir les faits, soulignant notamment l'incurie des services sociaux et de la police locale, et de prendre des mesures appropriées pour assurer la protection des enfants,. Dans certains cas, l'exploitation de mineurs durait depuis plus de 15 ans. L'appartenance ethnique et les origines culturelles des victimes, et, surtout, celles des criminels, ont focalisé l'attention des médias et de l'opinion publique dans tout le pays,,.

## Opération Sanctuaire
En enquêtant sur le cas d'abus sexuel d'une jeune femme, la Northumbria Police (en) a découvert un réseau d'abus d'adolescentes dans le Tyneside. Ces découvertes ont abouti au lancement de l'opération « Sanctuaire » (Shelter) dans le cadre de laquelle les premières arrestations ont eu lieu en janvier 2014 et ont mené à 67 arrestations fin mars 2014.
À partir de décembre 2013, l'opération met au jour un important scandale d'abus sexuel dans la ville. Une bande de dix-sept hommes et une femme ont abusé sexuellement d'adolescentes et de jeunes femmes, âgées de 13 à 25 ans, de 2010 à 2014, après leur avoir fait consommer de l'alcool et des drogues. Les hommes étaient de diverses origines (bangladaise, indienne, iranienne, irakienne, turque, pakistanaise...) et étaient âgés de 27 à 44 ans,. L'opération lancée en 2014 aboutit à l'incarcération de 112 délinquants pour des abus commis contre plus de 270 victimes.
Un rapport publié en 2018 a en outre révélé que le nombre réel de personnes touchées était d'au moins 700, principalement des victimes de drogues, harcelées avant d'être violées et d'être contraintes à se prostituer,. Ce même rapport révèle que les criminels ont perpétré leurs crimes avec « une persistance arrogante » et que la police semblait avoir préféré punir les victimes et laisser les auteurs des viols libres. Selon l'avocat David Spicer, à Newcastle, contrairement à d'autres régions du Royaume-Uni, les autorités n'ont pas essayé de cacher ces crimes sous un tapis.
Le responsable de la Northumbria Police a déclaré que les faits n'avaient pas de rapport avec la religion, la race ou la nationalité des suspects et a démenti tout politiquement correct.

## Réactions
La députée travailliste Sarah Champion a déclaré à la chaîne BBC qu'il était nécessaire de « reconnaître » que dans toutes les villes où des cas similaires ont eu lieu la « majorité des auteurs était britannique d'origine pakistanaise » [...] « Nous avons maintenant, des centaines d'hommes pakistanais qui ont été reconnus coupables de ces crimes, pourquoi ne mettons-nous pas en place une enquête pour voir ce qui se passe et comment nous devons le changer [...] Sincèrement, je pense que c'est parce que les gens ont plus peur d'être traités de racistes que de signaler à tort des abus d'enfants »,.
Dans le sillage du procès, l'ancien président de la commission de l'égalité et des Droits de l'Homme (Equality and Human Rights Commission) Trevor Philips a appelé les autorités britanniques à reconnaître que la plupart des hommes impliqués étaient musulmans.
L'ancien ministre de la Police, Mike Penning, a écrit au procureur général pour demander que les actes commis par ces gangs soient traités comme crimes racistes en raison du ciblage quasiment exclusif de filles blanches.

## Jugement
La juge condamne en septembre 2017 deux des suspects à de lourdes peines de prison et précise que les victimes n'étaient pas ciblées à cause de leur couleur de peau ou de leur religion mais parce qu'elles étaient jeunes et vulnérables.